# آر-تايب 3: ذا ثيرد لايتننغ
آر-تايب 3: ذا ثيرد لايتننغ (بالإنجليزية: R-Type III: The Third Lightning)‏، هي لعبة فيديو يابانية من نوع إطلاق النيران الكثيفة، وهي من تطوير ونشر إريم، صدرت اللعبة في الأسواق سنة 1993، وتعمل لمنصات سوبر نينتندو إنترتينمنت سيستم وغيم بوي أدفانس ونينتندو وي، وهي الجزء الثالث من سلسلة آر-تايب.